# GHDL

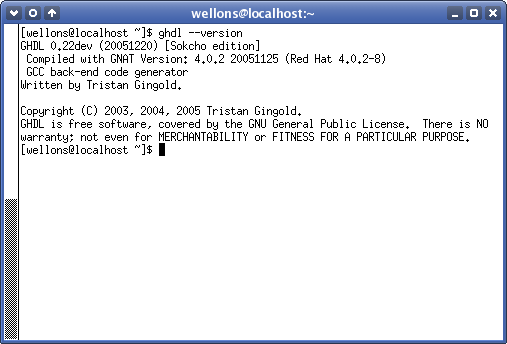

GHDL은 GCC 기술을 이용한 자유 소프트웨어 VHDL 시뮬레이터이다. IEEE 1076-1987 및 IEEE 176-1993 VHDL 언어 표준에 따라 구현했다. VHDL 파일을 입력으로 받아 GCC를 이용하여 실행파일로 만들어서 디자인을 시뮬레이션한다. 일부에서는 GHDL의 성능이 상용 VHDL 소프트웨어보다 훌륭하다고 주장하고 있으나, GHDL은 시스템 디자인을 netlist로 변경하는 기능이 없고 논리 합성의 기능도 없다는 단점이 있다.